# Friedenskirche (Selm)

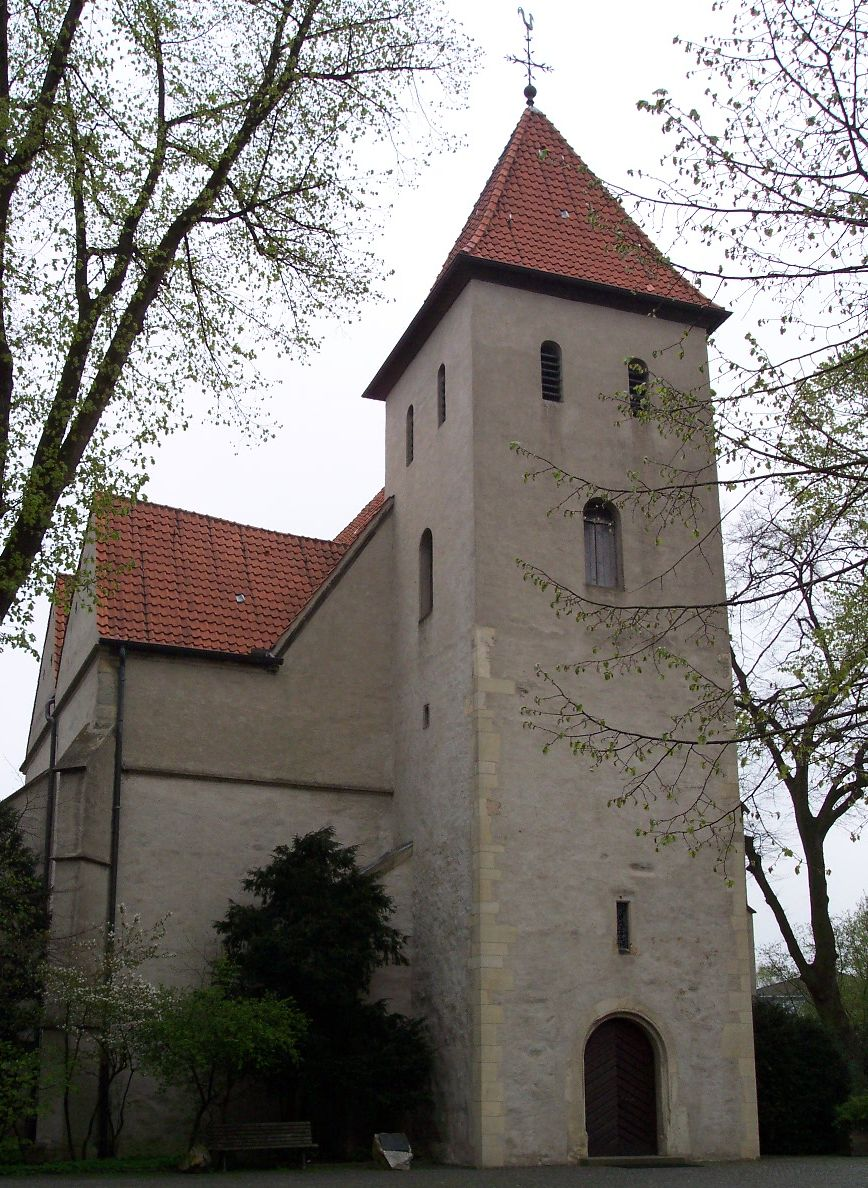
Friedenskirche Selm

Die Friedenskirche ist ein Sakralbau in Selm-Altstadt, deren Ursprung bis in das 11. Jahrhundert zurückverfolgt werden kann. Der heute noch erhaltene Westturm stammt aus dieser Zeit.
Die ehemalige Dorfkirche Selms trägt das Patrozinium St. Fabian und Sebastian. Beide Heilige sind heute die Schutzpatrone der Stadt Selm.

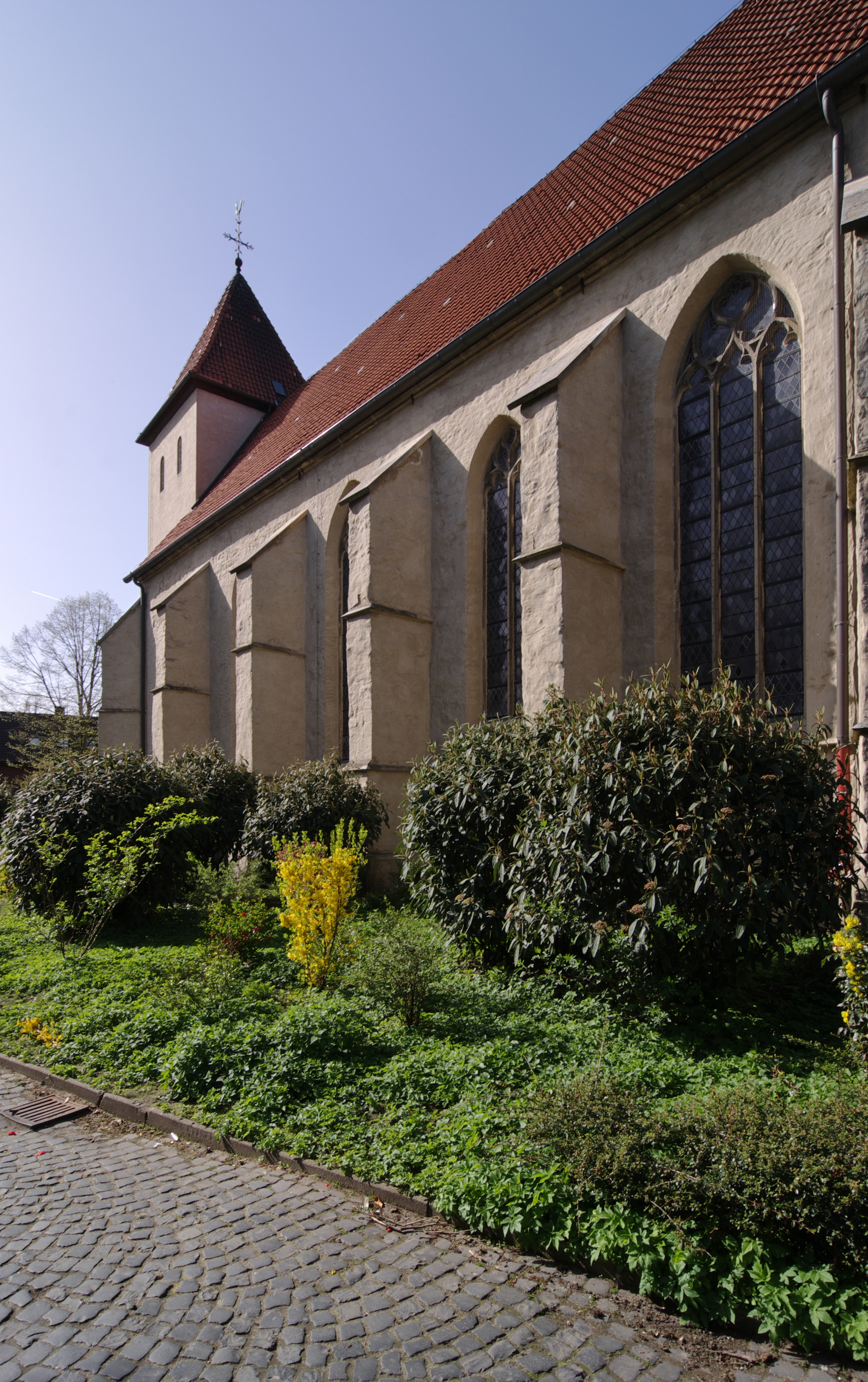
Massive Strebepfeiler stützen den Bau.

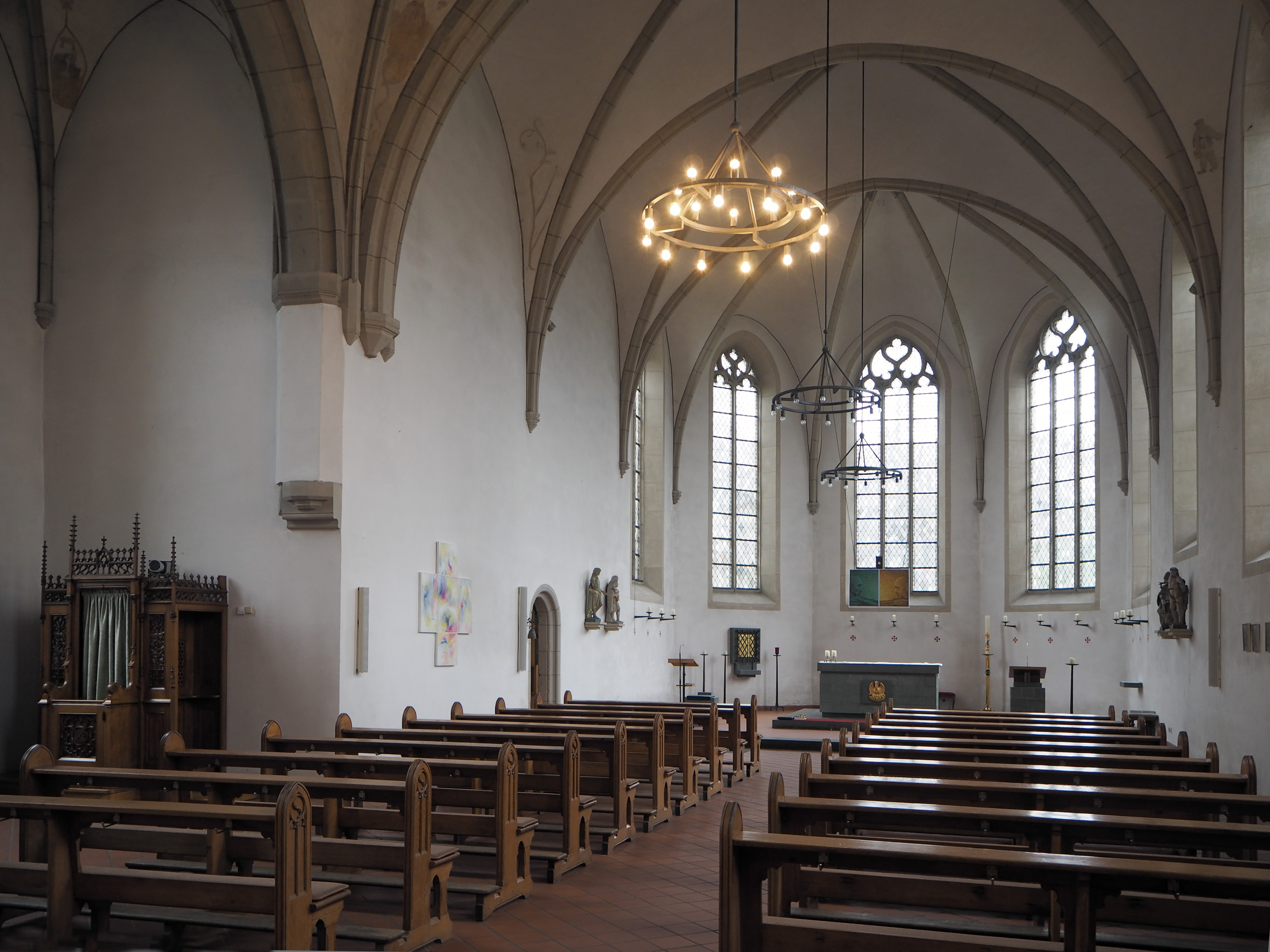
Inneres nach Osten

## Geschichte
Die ursprüngliche Kirche brannte 1490 ab, wobei der Turm jedoch erhalten blieb. Es erfolgte bis 1530 ein Neubau, der sich durch seine reichhaltigen Bemalungen  (s. Literatur) auszeichnet, die jedoch erst 1993 restauriert wurden. Bis 1830 diente der Kirchenplatz gleichzeitig als Friedhof. Die Nutzung als Pfarrkirche wurde 1907 eingestellt, nachdem die größere Ludgerikirche eingeweiht worden war. Nach jahrelanger Nutzung als Jugendheim und später auch als Lagerhalle war sie in den 1960er-Jahren sehr baufällig. Der damalige Pfarrer der Pfarrgemeinde St. Ludger, Emil Müller, erkannte den Wert. Die Restaurierung der Kirche erfolgte in den Jahren 1963 bis 1965. 1965 wurde im Kircheninneren ein unbekannter Soldat beigesetzt, und so wurde der Begriff Friedenskirche verfestigt.
Bekannter Pfarrer war von 1830 bis 1836 der Pädagoge und Professor für Kirchengeschichte Josef Annegarn (1794–1843).

## Bauwerk
Es handelt sich um ein Bauwerk aus geschlämmtem Bruchstein. Das Langhaus ist eine spätgotische Saalkirche mit konsolengestütztem Rippengewölbe. An das vierjochige Hauptschiff schließt sich auf der Nordseite ein schmales zweijochiges Seitenschiff an. So wird das Innere zu einem Hallenraum erweitert. Der Chor im 5/8-Schluss schließt das Hauptschiff nach Osten ab. Die Fenster sind mit Fischblasenmaßwerk versehen und jetzt farblos verglast. Eine ältere Verglasung ist nicht erhalten.
Tiefe Strebepfeiler stützen den Bau nach außen. Nach Norden schließen die Seitenschiffjoche außen mit Quergiebeln ab. Im Osten schließt sich eine zweijochige Sakristei an. Der ältere Westturm, ein ehemaliger Wehrturm, stammt aus romanischer Zeit. Er ist an den Ecken gequadert und zeigt ein schlichtes Rundbogenportal aus dem 16. Jahrhundert.

## Gewölbemalereien
Bei einer Restaurierung im Jahr 1964 wurden in den westlichen Jochen des Hauptschiffs und in den beiden Jochen des Seitenschiffs Gewölbemalereien freigelegt. Sie sind al secco aufgetragen und stammen aus der Zeit um 1520/30. Die Deutung ist schwierig, weil Bildunterschriften nicht mehr erhalten sind. Neben biblischen Motiven sind auch groteske Darstellungen zu sehen, die nicht nur auf biblische Vorlagen zurückgehen, sondern vermutlich auch im Brauchtum der Landbevölkerung wurzeln. Eine Szene zeigt ein Kalb in einer Wiege. Möglicherweise deutet das auf Hochzeit und mögliche Nachkommenschaft hin.

## Sonstige Ausstattung
Viele Ausstattungsgegenstände von St. Fabian sind nach Erbauung von St. Ludgeri in die neue Kirche übernommen worden (Taufstein, Chorgestühl, Strahlenmadonna, Marienbild,  Monstranz). In der Friedenskirche haben nach der Wiedereinrichtung neben barocken Putten einige Skulpturen Aufstellung gefunden. Sie zeigen die Kirchenpatrone St. Fabian und St. Sebastian, Johannes den Täufer und Josef mit dem Christusknaben in freigelegter erster Farbfassung.
An der Westwand des Seitenschiffs befindet sich das Grab des unbekannten Soldaten. Auf dem von Norbert Ahlmann gestalteten Stein ist folgende Aufschrift zu lesen:
Gottes Wort. Ich vergesse dich nicht. Ich habe dich in meine Hände geschrieben. Is 49,16
Hier ruht ein ungekannter Soldat. Gedenket aller Opfer des Krieges und der Gewaltherrschaft. Betet für den Frieden.